# کوسه شش‌آبششی چشم‌درشت
کوسه شش‌آبششی چشم‌درشت (نام علمی: Hexanchus nakamurai) نام یک گونه از سرده کوسه شش‌آبششی است.